# Liste der Baudenkmale in Neuhaus (Oste)
In der Liste der Baudenkmale in Neuhaus (Oste) sind alle denkmalgeschützten Bauten der niedersächsischen Gemeinde Neuhaus (Oste) im Landkreis Cuxhaven aufgelistet. Die Quelle der Baudenkmale ist der Denkmalatlas Niedersachsen. Der Stand der Liste ist der 24. Dezember 2023.

## Allgemein
In den Spalten befinden sich folgende Informationen:
- Lage: die Adresse des Baudenkmales und die geographischen Koordinaten. Kartenansicht, um Koordinaten zu setzen. In der Kartenansicht sind Baudenkmale ohne Koordinaten mit einem roten Marker dargestellt und können in der Karte gesetzt werden. Baudenkmale ohne Bild sind mit einem blauen Marker gekennzeichnet, Baudenkmale mit Bild mit einem grünen Marker.
- Bezeichnung: Bezeichnung des Baudenkmales
- Beschreibung: die Beschreibung des Baudenkmales. Unter § 3 Abs. 2 NDSchG werden Einzeldenkmale und unter § 3 Abs. 3 NDSchG Gruppen baulicher Anlagen und deren Bestandteile ausgewiesen.
- ID: die Objekt-ID des Baudenkmales
- Bild: ein Bild des Baudenkmales, ggf. zusätzlich mit einem Link zu weiteren Fotos des Baudenkmals im Medienarchiv Wikimedia Commons. Wenn man auf das Kamerasymbol klickt, können Fotos zu Baudenkmalen aus dieser Liste hochgeladen werden:

## Neuhaus (Oste)
| Lage                                           | Bezeichnung               | Beschreibung | ID       | Bild           |
| ---------------------------------------------- | ------------------------- | --- | -------- | -------------- |
| Amtshof 1 53° 48′ 7″ N, 9° 1′ 58″ O            | Amtsgericht               | 2-gesch. Backsteinbau von 1896 an der Ecke Bürgerpark und Amtshof d | 31340794 | Weitere Bilder |
| Amtshof 1 53° 48′ 6″ N, 9° 1′ 57″ O            | Gefängnisgebäude          | Westlich an das Gerichtsgebäude angebauter, 2-gesch. Backsteinbau von 1896 | 31340512 | Weitere Bilder |
| Amtshof 2 53° 48′ 9″ N, 9° 1′ 57″ O            | Amtshaus Land Hadeln      | 2-gesch. Backsteinbau von 1898 | 31340817 |                |
| Amtshof 3 53° 48′ 11″ N, 9° 1′ 58″ O           | Amtshaus                  | 2-gesch. Backsteinbau von 1723 mit aufwändig gestalteten Sandsteinportal | 31340292 |                |
| An der Schleuse 1 53° 48′ 18″ N, 9° 1′ 52″ O   | Wohnhaus                  | 2-gesch. Fachwerkgebäude auf hohem massivem Kellersockel von um 1850 | 31340961 |                |
| An der Schleuse 3 53° 48′ 18″ N, 9° 1′ 48″ O   | Wohnhaus                  | Backsteinbau von 1885 mit Drempel und dreiachsigem markantem Dachhaus in Fachwerk über dem Eingang | 31340983 |                |
| Bei der Kirche 53° 48′ 6″ N, 9° 2′ 8″ O        | Emmauskirche              | Saalkirche von 1729 aus Backstein mit geradem Chorabschluss, mit Mansarddach und oktogonalem Dachreiter (a). Dachreiter auf Vorbau, bei dem es sich um die Reste einer 1620/21 errichteten Kapelle handelt. Barocke Kanzelaltar, umlaufende Emporen beuzeitliche Ausstattung, Orgel von 1744.                                                       | 31340337 | Weitere Bilder |
| Bei der Kirche 1 53° 48′ 5″ N, 9° 2′ 5″ O      | Wohnhaus                  | 2-gesch. Massivbau von 1882 (i) | 31341155 | BW             |
| Bülsdorf 7 53° 47′ 58″ N, 9° 1′ 19″ O          | Wohn-/ Wirtschaftsgebäude | Zweiständerbau in Fachwerk von um 1860. Wohngiebel um 1900 massiv in Backstein erneuert | 31340583 | BW             |
| Bülsdorf 7 53° 47′ 59″ N, 9° 1′ 20″ O          | Stall                     | Backsteinbau unter Satteldach in Ziegeldeckung. Erbaut 1913 (i). | 31340583 | BW             |
| Bülsdorfer Straße 12 53° 48′ 0″ N, 9° 1′ 47″ O | Amtsrichterhaus           | Backsteinbau von 1898 mit zweigeschossigem Seitenrisalit und hohem Sockelgeschoss mit Eingangsvorbau und Veranda | 31340621 |                |
| Deichstraße 1 53° 48′ 17″ N, 9° 1′ 59″ O       | Apotheke                  | Backsteinbau von 1773 (i)mit Krüppelwalmdach mit dreiachsigem Zwerchhaus in der straßenseitigen Dachfläche in Fachwerk | 31340314 |                |
| Intzenbüttel 3 53° 47′ 23″ N, 9° 1′ 29″ O      | Wohn-/ Wirtschaftsgebäude | Zweiständer-Hallenhaus in Fachwerk von 1862 (i). Wohngiebel massiv in Backstein erneuert. | 31340641 | BW             |
| Intzenbüttel 3 53° 47′ 22″ N, 9° 1′ 29″ O      | Remise                    | Backsteinbau vom Ende des 19. Jh. | 31340687 | BW             |
| Intzenbüttel 3 53° 47′ 22″ N, 9° 1′ 29″ O      | Scheune                   | | 31340664 | BW             |
| Mühlenweg 1 53° 47′ 59″ N, 9° 2′ 19″ O         | Mühlengebäude             | Zweigeschossiger Backsteinbau unter flach geneigtem Satteldach. Mit Ladeluke und Aufzugsvorrichtung unter Zwerchhaus in nordwestlicher Fassade. Erbaut 1909; nachträgliche Anbauten trauf- und giebelseitig. | 31341075 |                |
| Mühlenweg 3 53° 47′ 59″ N, 9° 2′ 18″ O         | Stall                     | Langgestreckter Backsteinbau mit senkrecht verbrettertem Obergeschoss in Holzkonstruktion, unter flach geneigtem Satteldach. Erbaut um 1900. | 31341051 | BW             |
| Mühlenweg 3 53° 47′ 59″ N, 9° 2′ 16″ O         | Wohnhaus                  | Fachwerkbau von um 1830, nach Südwesten Anfang des 20. Jh. in Backstein erweitert | 31341028 | BW             |
| Poststraße 28 53° 48′ 12″ N, 9° 2′ 3″ O        | Wohnhaus                  | Fachwerkbau von um 1800, rückwärtiger Giebel in Fachwerk erhalten, Straßenfront um 1955 in Backstein erneuert | 31340419 | BW             |
| Schleusenplatz 1 53° 48′ 16″ N, 9° 1′ 57″ O    | Wohnhaus                  | Fachwerkbau von um 1800 mit massiven Backsteingiebeln und straßenseitig einem mittigen -Dachhaus in Fachwerk | 31340441 |                |
| Schleusenplatz 1 53° 48′ 17″ N, 9° 1′ 56″ O    | Speicher                  | Zweigeschossiger Backsteinbau von 1726 für ehemaligen Handelshof | 31340466 |                |
| Schleusenplatz 2 53° 48′ 16″ N, 9° 1′ 58″ O    | Gasthaus                  | Zweigeschossiger Backsteinbau aus der zweiten Hälfte 19. Jh. in Ecklage, giebelständig zum Schleusenplatz | 31340841 |                |
| Schleusenplatz 3 53° 48′ 17″ N, 9° 1′ 58″ O    | Gasthaus                  | Zweigeschossiger Backsteinbau in Ecklage vom Ende 19. Jh. | 31340864 |                |
| Schleusenplatz 4 53° 48′ 17″ N, 9° 1′ 58″ O    | Zollamt                   | Backsteinbau von um nach 1852 | 31340889 |                |
| Schleusenplatz 5 53° 48′ 18″ N, 9° 1′ 58″ O    | Wohnhaus                  | Backsteinbau von 1906 | 31340915 |                |
| Schleusenplatz 6 53° 48′ 17″ N, 9° 1′ 57″ O    | Wohnhaus                  | Backsteinbau von um 1850 | 31340938 |                |
| Schleusenstraße 53° 48′ 14″ N, 9° 1′ 48″ O     | Schleuse                  | Schleuse zwischen den beiden Auearmen. | 31340664 | BW             |
| Schleusenstraße 53° 48′ 15″ N, 9° 1′ 48″ O     | Schöpfwerk                | 2-gesch. Backsteinbau von 1936 an der Aue | 31340710 |                |
| Schleusenstraße 53° 48′ 19″ N, 9° 1′ 52″ O     | Gewölbesiel               | Siel zwischen westlichem Auearm und Hafen. Erbaut um 1900 in Back- und Sandstein, von einem Gewölbe überfangen. Heute unter moderner Betonbrücke. | 31340730 | BW             |
| Schleusenstraße 53° 48′ 18″ N, 9° 1′ 57″ O     | Sieltor                   | Sieltor am östlichen Auearm im Übergang zum Hafen. | 31340774 | BW             |
| Schützenstraße 5 53° 48′ 7″ N, 9° 2′ 12″ O     | Verwaltungsgebäude        | Zweigeschossiger Backsteinbau in Ecklage, traufständig zur Deichstraße, unter ziegelgedecktem Satteldach. Mit aufwändigem Fassadenschmuck in Backstein durch Blendfelder und tief schattende Fensterrahmungen mit Lisenen, die einen kapitellartigen Abschluss aufweisen, sowie umlaufenden Gesimsband. Erbaut um 1850 für sog. Plateschen Ölmühle. | 31341005 |                |
| Schützenstraße 5 53° 48′ 8″ N, 9° 2′ 11″ O     | Remise                    | Zweigeschossiger Backsteinbau unter Flachdach. Rückwärtig an das Haupthaus und mit demselben Gesimsband aus Backsteinziersetzung angebaut um 1850. | 31340547 | BW             |
| Uhlenkamp 2 53° 47′ 26″ N, 9° 2′ 22″ O         | Wohn-/ Wirtschaftsgebäude | Traufständiger Zweiständerbau in Fachwerk mit Backsteinausfachung, unter reetgedecktem Satteldach mit Halbwalm und Uhlenloch am Wohngiebel. Im Inneren Konstruktion mit Hillenriegeln und -balken erhalten. Errichtet um 1850. | 31341096 |                |